# Irimiás Balázs
Irimiás Balázs  (Nagyvárad,  1975. augusztus 5. –) magyar építész, a Kőrösi Csoma Sándor által is lakott zanglai palota felújításának a vezetője, a Csoma Szobája Alapítvány megalapítója és projektvezetője.

## Életpálya
1990-1994 között a  Fazekas Mihály Fővárosi Gyakorló Általános Iskola és Gimnáziumban tanult, majd 1994-ben felvételt nyert a Budapesti Közgazdaságtudományi Egyetemre, ahol 1999-ben  szerzett diplomát. 1997-2005-ig a Budapesti Műszaki Egyetem építészmérnöki karának hallgatója.  2004-2009 között a tokiói Vaszeda Tudományegyetem doktori képzésén vett részt, Műemléki Helyreállítás témában.
Japánban töltött évei alatt lehetősége nyílt a kambodzsai  Angkor romterületének helyreállítási munkálataiban részt venni. Szintén Japánban került kapcsolatba Akio Tanabe  kerékpártervező mérnökkel,  akinek kérésére  Stegmár Ákossal  közösen részt vett egy új típusú karbonszálas kerékpár tervezésében. 2000-2001 között a Graphisoft építészeti szoftverfejlesztő csapat tagja.
2007-ben indiai útja során eljutott Zanglába. Itt találta meg azt a palotát, ahol
Kőrösi Csoma Sándor tibeti utazása során 3 hónapot töltött. Ekkor fogalmazódott meg benne először az épület megmentésére törekvő kezdeményezések lehetősége.
„Csoma szobájának felújítása 2007-es ottjártamkor fogalmazódott meg bennem, mikor látva az épület romos állapotát kicsit átéreztem egy ilyen távoli, magyar vonatkozású emlékhely erejét és jelentőségét.”
2010-ben megalapította a Csoma Szobája Közhasznú Alapítványt, melynek projektjeiben azóta is tevékenyen részt vesz.

## Díjak, elismerések
- 2003. Első Nemzetközi Építészeti Biennálé - Inspirációs díj
- 2004. Szolnoki Nemzetközi Képzőművészeti Filmfesztivál díj
- 2014. Magyar Felfedező Nagydíj

## Fontosabb művei
- 2008-2016. Zanglai Palota, Zangla, Tibet, India. (műemléki helyreállítás)
- 2012-2015. Shey nagy sztúpa, Ladak, India (műemléki helyreállítás)
- 2012-2016. Csoma Napiskola, Zangla, Ladak, India (építés)